# Agaritin
Agaritin je aromatický derivát fenylhydrazinu odvozený od kyseliny glutamové, mykotoxin vyskytující se v houbách rodu pečárka (Agaricus).

## Výskyt
Agaritin byl nalezen u 24 druhů hub náležících do rodů pečárka, bedla (Leucoagaricus), a bedla (Macrolepiota); tyto houby jsou rozšířené po celém světě.
Obsah agaritinu se liší mezi jednotlivými druhy i mezi houbami téhož druhu, například sušina z neupravené pečárky dvouvýtrusé (Agaricus bisporus) má 0,033 až 0,173 % agaritinu, přičemž průměrná koncentrace činí 0,088 %.
Nejvyšší koncentrace agaritinu byly nalezeny v kloboucích a lupenech hub a nejnižší v třenech.
Při vystavení vzduchu se agaritin rychle oxiduje; při extrakci ve vodných nebo methanolových roztocích plný rozklad trvá do 48 hodin.
Při vaření se obsah agaritinu může snížit i o 90 % a zmrazením o 75 %.

## Výroba a příprava
Agaritin lze získat extrakcí z pěstovaných hub vodou nebo methanolem.
Je popsána i totální syntéza agaritinu.

## Toxicita
I když se při podávání vysokých dávek agaritinu laboratorním zvířatům projevovala karcinogenita, tak nejsou dostupná data dostačující k tomu, aby byl označen za lidský karcinogen v množstvích, která je možné získat z hub.